# Presse en Cantabrie
 (mai 2023).
Si vous disposez d'ouvrages ou d'articles de référence ou si vous connaissez des sites web de qualité traitant du thème abordé ici, merci de compléter l'article en donnant les références utiles à sa vérifiabilité et en les liant à la section « Notes et références ».
La presse en Cantabrie désigne les éditions papier et Internet des titres de presse écrite de la région espagnole.

## Édition papier
- El Diario Montañés[1]
- Diario Alerta[1]
- Gente Santander
- Crónica de Cantabria[1]
- Pueblos de Cantabria

## Édition Internet
- Cantabria Confidencial
- La Otra Realidad
- LábaroRED
- El Faro de Cantabria[1]
- Castro Digital[1]